# Miranda de Ebro
Miranda de Ebro este un oraș din Spania, provincia din Burgos (Castilia-Leon). Are o populație de 38.417 locuitori în 2007.

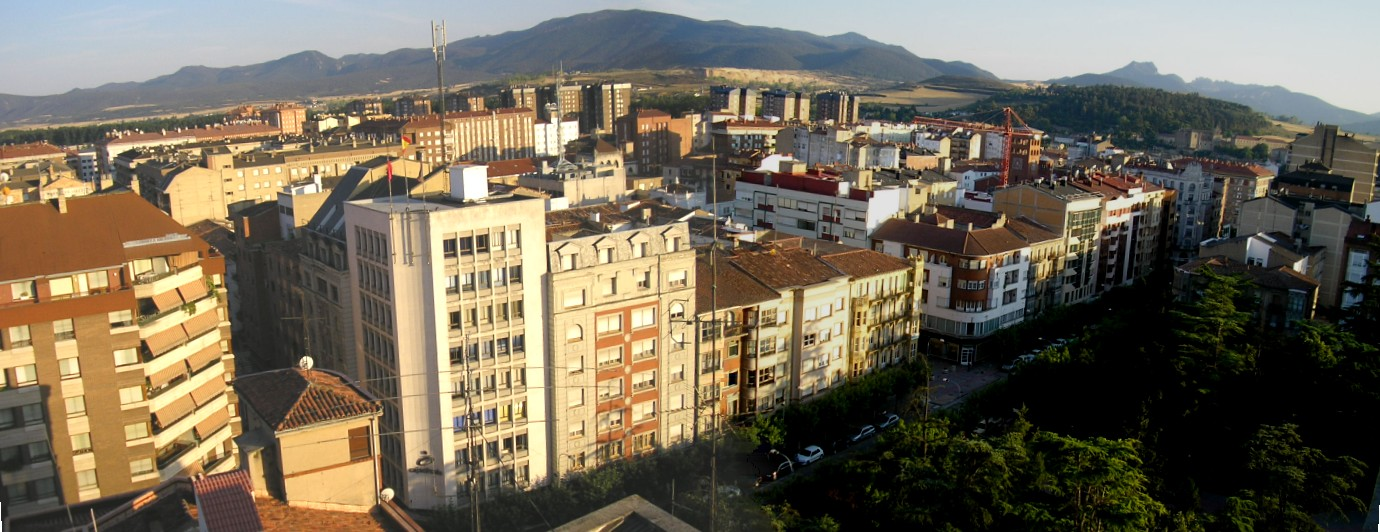
Miranda de Ebro

## Orașe înfrățite
- Vierzon